# Adrianus Bleijs

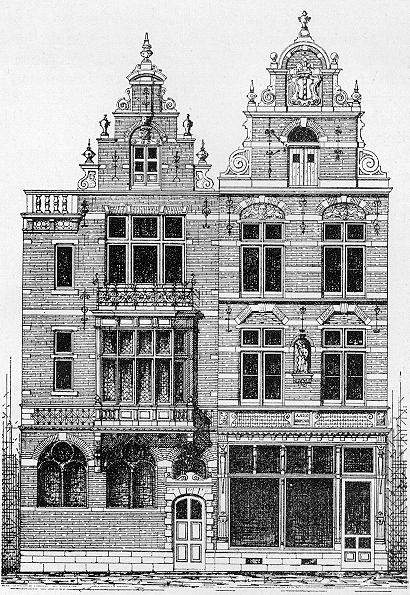
Woon- en winkelpand, Nieuwezijds Voorburgwal 381-383, Amsterdam, gevel. 1884. Voorbeeld van neorenaissance.

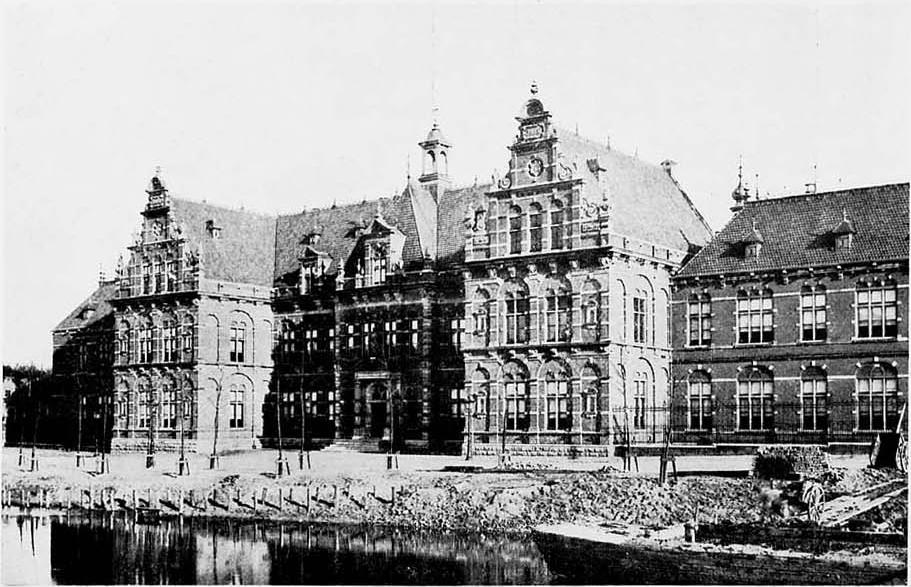
St. Elizabeth-gesticht, Mauritskade 28, Amsterdam. 1888.

Adrianus Cyriacus Bleijs (Hoorn, 29 maart 1842 – Kerkdriel, 12 januari 1912) was een Nederlands architect, die een aantal katholieke kerken en andere bouwwerken ontwierp.

## Leven
Adrianus Bleijs werd geboren als zoon van timmerman Johannes Bleijs en Johanna Krijgsman. Zijn geboortehuis was dat van zijn grootvader Jan Krijgsman. Hij werd nog op de dag van zijn geboorte gedoopt in de rooms-katholieke kapel aan de Korte Achterstraat. Zijn eerste tekenlessen kreeg Bleijs toen hij naar de Stadstekenschool ging. Hij kreeg les van onder andere Bastiaan Blanken en van ingenieur Hendrik Linse. Zijn opleiding genoot hij aan de Koninklijke Academie voor Schone Kunsten in Antwerpen. Hij kwam in dienst van Pierre Cuypers, onder andere als tekenaar. Bij een ruzie tussen de beeldhouwers die voor Cuypers werkten en hun opdrachtgever, koos Bleijs kant van de beeldhouwers. Cuypers eiste excuses, die Bleijs weigerde te geven. Cuypers stuurde Bleijs, net als de beeldhouwers, weg. Bleijs schreef zich in 1861 in bij de Academie Royale des Beaux Arts, waar hij lessen volgde van architect Dens. In 1862 hield de Maatschappij tot Bevordering der Bouwkunst een prijsvraag voor het ontwerp van een nieuw museumgebouw, waar Bleijs de eerste prijs bij haalde. Hij ontving ƒ250,- In 1864 keerde hij terug naar Hoorn, waar hij zijn eigen kantoor begon. Hij noemde zich niet architect, maar naar Vlaams voorbeeld bouwmeester. Hij woonde enige jaren weer bij zijn ouders in, maar na zijn huwelijk met Bregitta Maria Witte, verhuisden zijn ouders en bleef Bleijs tot 1880 in het pand aan het Grote Noord 40 wonen.
Bleijs was een van de weinige katholieke architecten in die tijd die niet uitsluitend in neogotische stijl bouwde. Hij was van mening dat de architect meerdere stijlen moest beheersen en stijlen zodanig toe moest passen, dat het bij het onderwerp zou passen. In zijn ontwerpen was hij in de ornamentiek terughoudend als het gaat om kerkgebouwen, terwijl hij bij opdrachten van particulieren juist wel veel ornamenten toe kon passen. Naast neogotische kerken ontwierp hij ook kerkgebouwen met neoromaanse en neorenaissancistische stijlkenmerken. De eerste kerk die hij niet in een neorenaissance stijl ontwierp was de St. Cyriacus en Franciscus in Hoorn. Vanaf de bouw was er weerstand tegen deze kerk, omdat deze niet aan de geldende maatstaven van de meeste burgers voldeed. De kerk bevat geen gotische elementen, maar juist wel elementen uit de renaissance en barok. Na de bouw van de koepelkerk in Hoorn verhuisde hij met zijn negen kinderen en vrouw naar Amsterdam (Oudezijds Voorburgwal 226). Aldaar ontwierp hij twee ziekenhuizen.
In juli 1882 overleed Franciscus Cornelis, de 10-jarige zoon van Bleijs terwijl hij bij zijn grootouders in Hoorn verbleef. Enige tijd voor hem was ook zijn broer Koenraad Johannes overleden. Hetzelfde jaar won Bleijs de besloten prijsvraag voor het ontwerp van de St. Nicolaaskerk. Omdat ook deze kerk niet neogotisch in stijl was, kwam er veel weerstand tegen, onder andere ook van Alberdingk Thijm die het als betreurenswaardig omschreef dat tegenover het door Cuypers ontworpen Centraal Station geen neogotische kerk zou verrijzen. Dit kerkgebouw lijkt sterk op die van de Cyriacus en Franciscuskerk in Hoorn: beide kruisbasilieken hebben twee torens naast de voorgevel en een achtzijdige vieringkoepel. Inwendig hebben ze houten tongewelven boven de zijschepen en houten tongewelven met cassetten boven het midden- en dwarsschip.
In 1887 trad Bleijs toe tot het bestuur van Architectura et Amicitia. Hij werd tweede secretaris, korte tijd later werd hij vicevoorzitter, maar in 1890 verliet hij het bestuur en in 1896 ook de vereniging en werd lid van het bestuur van de Maatschappij tot Bevordering van de Bouwkunst. Bij deze vereniging was hij eveneens voorzitter van de examencommissie voor bouwkundige opzichtersexamens. Gedurende de periode van juli 1899 tot juli 1901 was Bleijs lid van de gemeenteraad van Amsterdam. Hier hield hij zich vooral bezig met publieke werken.
Op 20 en 21 februari 1903 liet hij de volledige inventaris van zijn kantoor aan de Warmoesstraat 35 veilen. Bij de inventaris zaten ook al zijn ontwerptekeningen. Dat jaar verruilde Bleijs zijn werk als architect voor een baan als ambtenaar in 's-Hertogenbosch, alwaar hij werd benoemd tot inspecteur voor de volksgezondheid. Wanneer is niet bekend, maar vrij kort na zijn benoeming moest hij vanwege gezondheidsredenen verstek laten gaan. Hij overleed in Kerkdriel in het Liefdes Gesticht en werd na een uitvaartmis in de door hem ontworpen Sint-Nicolaaskerk in Amsterdam op de (later geruimde) begraafplaats De Liefde aan de Bilderdijkstraat begraven. De begraafplaats werd korte tijd later gesloten en na de ruiming in 1920 omgevormd tot het Bilderdijkpark.

## Bekende ontwerpen
Bleijs ontwierp zeker veertien kerken, twee ziekenhuizen (in Amsterdam), verschillende woonhuizen en winkelpanden. Hieronder een incompleet overzicht, zie voor een meeromvattend overzicht de lijst van bouwwerken van Adrianus Bleijs.
- Kleiwegkerk, Gouda
- De Gekroonde Jaagschuit, Hoorn
- Sint Cyriacus en Franciscuskerk, Hoorn
- Sint Nicolaaskerk, Amsterdam
- Sint Elisabeth Gesticht, Amsterdam
- Sint-Victorkerk, Obdam

## Verder lezen
- Anoniem (31 december 1870) 'Beschrijving van het St.-Josefgesticht te Soest', De Opmerker, 5e jaargang, nr. 53, z.p. Zie TU Delft scan 1[dode link] en scan 2[dode link].
- A.W. Weisman (20 januari 1912) 'A. C. Bleys. †', Bouwkundig Weekblad, 32e jaargang, nr. 3, p. 29-30. Zie TU Delft scan 1[dode link] en scan 2[dode link].
- Judy Schagen (maart 1992) A.C. Bleijs (1842-1912)' - "De bouwmeester van Hoorn", Stichting Vrienden van het Westfries Museum
- Willeke Jeeninga en Laura Jonkhof (augustus 2023) Adrianus Cyriacus Bleijs - Architect te Hoorn en Amsterdam, Publicatiestichting Bas Baltus, ISBN 978-90-76385-28-0